# گمینا سوووشووا
گمینا سوووشووا (به لهستانی:  Gmina Sułoszowa) یک گمینا در لهستان است که در شهرستان کراکوف واقع شده‌است. گمینا سوووشووا ۵۳٫۳۸ کیلومتر مربع مساحت و ۵٬۸۸۰ نفر جمعیت دارد.